# Metagonia jamaica
Metagonia jamaica là một loài nhện trong họ Pholcidae. Loài này được phát hiện ở Jamaica.